# Ралф Фуди
Ралф Фуди (на английски: Ralph Foody) (13 ноември 1928 г. - 21 ноември 1999 г.) е американски актьор. Има неколцина филмови участия през 80-те години на миналия век, но може би е най-известен с малката си роля на стереотипен гангстер от 30-те във фиктивния филм „Ангели с мръсни души“ в „Сам вкъщи“ и „Сам вкъщи 2: Изгубен в Ню Йорк“.